# Skarney
Skarney är ett kortspel som konstruerats av den amerikanske trollkonstnären och spelboksförfattaren John Scarne. Det är ett partnerspel för fyra spelare och har en hel del gemensamt med canasta, men har en annorlunda spelföring. 
Två kortlekar med jokrar används. Spelet går ut på att bilda så många och värdefulla kombinationer som möjligt, bestående av minst tre kort av samma valör eller minst tre kort i följd i samma färg, samt att först bli av med korten på handen. 